# Tragédie lyrique
Tragédie lyrique (Lyrisk tragedi) även kallas Tragédie en musique (Tonsatt tragedi) är den viktigaste genren inom den franska höviska barockoperan under 1600- och 1700-talen. Jean-Baptiste Lully utvecklade tragédie lyrique ur det franskaklassiska dramat, komedibaletten, Ballet de cour och den italienska operan. Genren vidareutvecklades senare av Jean-Philippe Rameau. Ett tragédi lyrique-verk består av en prolog (som ofta anspelar på samtida tilldragelser vid hovet) och fem akter. Ämnet hämtades ur den antika grekiska eller romerska mytologin. Viktiga beståndsdelar i de här verken är de deklamatoriska monologerna, de korta ariorna och duetterna samt pantomim- och dansinlagorna (divertissements).